# Varese Sportiva 1940-1941
Questa voce raccoglie le informazioni riguardanti la Varese Sportiva nelle competizioni ufficiali della stagione 1940-1941.

## Organigramma societario
Area direttiva
- Presidente: Cav. Rag. Eligio Caronni

Area organizzativa
- Segretario: Rag. Giuseppe Gallenzi

Area tecnica
- Allenatore: Giuseppe Ballerio, poi Antonio Janni
- Medico sociale: Dr. Emilio Pisoni

## Rosa
| N. |                   | Ruolo | Calciatore          |
| -- | ----------------- | ----- | ------------------- |
|    | Italia (bandiera) | D     | Giuseppe Ballerio   |
|    | Italia (bandiera) | D     | Giordano Bonelli    |
|    | Italia (bandiera) | P     | Pietro Bonetti      |
|    | Italia (bandiera) | A     | Tarcisio Camerin    |
|    | Italia (bandiera) |       | Giacomo Cappello    |
|    | Italia (bandiera) | A     | Mario Ceriani       |
|    | Italia (bandiera) | A     | Giuseppe Corti      |
|    | Italia (bandiera) | A     | Arnaldo Croci       |
|    | Italia (bandiera) | P     | Gino Favini         |
|    | Italia (bandiera) | D     | Giuseppe Galimberti |
|    | Italia (bandiera) |       | Giorgio Giuliani    |
|    | Italia (bandiera) |       | Renato Giuliani     |
|    | Italia (bandiera) |       | Franco Guidetti     |

| N. |                   | Ruolo | Calciatore        |
| -- | ----------------- | ----- | ----------------- |
|    | Italia (bandiera) | A     | Giulio Longhi     |
|    | Italia (bandiera) | A     | Umberto Mattioni  |
|    | Italia (bandiera) | A     | Ettore Mazzotti   |
|    | Italia (bandiera) | A     | Alberto Molina    |
|    | Italia (bandiera) | A     | Guido Mollica     |
|    | Italia (bandiera) | C     | Sergio Montipò    |
|    | Italia (bandiera) | C     | G. Prestinoni     |
|    | Italia (bandiera) | A     | Eriberto Raffaini |
|    | Italia (bandiera) | A     | Ugo Rigamonti     |
|    | Italia (bandiera) | C     | Oscar Santini     |
|    | Italia (bandiera) | A     | Stefano Sardi     |
|    | Italia (bandiera) | D     | Mario Simontacchi |
|    | Italia (bandiera) | D     | Carlo Zonda       |

## Arrivi e partenze
| Acquisti | Acquisti          | Acquisti         | Acquisti   |
| -------- | ----------------- | ---------------- | ---------- |
| D        | Giuseppe Ballerio | Ambrosiana-Inter | definitivo |
| A        | Tarcisio Camerin  | Cantù            | definitivo |
| A        | Mario Ceriani     | Liguria          | definitivo |
| A        | Giuseppe Corti    | Falck            | definitivo |
| A        | Giulio Longhi     | Fanfulla         | definitivo |
| A        | Ettore Mazzotti   | Omegna           | definitivo |
| C        | Sergio Montipò    | Gallaratese      | definitivo |
| A        | Stefano Sardi     | Cinzano          | definitivo |

| Cessioni | Cessioni                   | Cessioni                 | Cessioni   |
| -------- | -------------------------- | ------------------------ | ---------- |
| .        | Edoardo Achini             | ???                      | definitivo |
| A        | Guglielmo Arienti          | ???                      | definitivo |
| A        | Lirio Biagini              | Salernitana              | definitivo |
| C        | Aldo Biffi                 | Gallaratese              | definitivo |
| A        | Corrado Cavazza            | Gallaratese              | definitivo |
| .        | Giovanni Chiesa            | ???                      | definitivo |
| .        | Luigi Civelli              | ???                      | definitivo |
| .        | Camillo Faoro              | ???                      | definitivo |
| A        | Aldo Ferrara               | Savona                   | definitivo |
| .        | Luigi Ferrario             | ???                      | definitivo |
| .        | Valerio Giobbi             | fine attività            | definitivo |
| C        | Giovanni Greppi            | Ivrea                    | definitivo |
| A        | Vittorio Guidali (II)      | Ambrosiana-Inter         | definitivo |
| C        | Vincenzo Lumia             | Castellanza              | definitivo |
| C        | Pietro Magni               | Liguria                  | definitivo |
| .        | Francesco Maroni           | ???                      | definitivo |
| A        | Giovanni Battista Mascotto | Castellanza              | definitivo |
| C        | Natale Masera              | Legnano                  | definitivo |
| P        | Pietro Stringa             | Casale                   | definitivo |
| D        | Giuseppe Turino            | Acqui                    | definitivo |
| .        | Aldo Venturini             | G.I.L. Leggiuno-Sangiano | definitivo |
| D        | Aventino Zamboni           | Legnano                  | definitivo |

## Risultati

### Serie C

#### Girone C

##### Girone di andata
| Casale Monferrato 20 ottobre 1940 1ª giornata | Casale | 2 – 1 referto | Varese |  |

| Busto Arsizio 27 ottobre 1940 2ª giornata | Pro Patria | 1 – 1 referto | Varese |  |

| Carate Brianza 3 novembre 1940 3ª giornata | Caratese | 0 – 1 referto | Varese |  |

| Varese 10 novembre 1940 4ª giornata | Varese | 2 – 1 referto | Juventus Domo |  |

| Varese 17 novembre 1940 5ª giornata | Varese | 3 – 2 referto | Biellese |  |

| Omegna 24 novembre 1940 6ª giornata | Cusiana | 1 – 1 referto | Varese |  |

| Varese 8 dicembre 1940 7ª giornata | Varese | 0 – 1 referto | Cantù |  |

| Meda 15 dicembre 1940 8ª giornata | Meda | 2 – 1 referto | Varese |  |

| Varese 22 dicembre 1940 9ª giornata | Varese | 1 – 0 referto | Pavese Luigi Belli |  |

| Legnano 29 dicembre 1940 10ª giornata | Legnano | 3 – 2 referto | Varese |  |

| Varese 5 gennaio 1941 11ª giornata | Varese | 0 – 0 referto | Seregno |  |

| Gallarate 12 gennaio 1941 12ª giornata | Gallaratese | 3 – 0 referto | Varese |  |

| Varese 22 maggio 1941 13ª giornata | Varese | 10 – 0 referto | Galliate |  |

| Lecco 26 gennaio 1941 14ª giornata | Lecco | 1 – 5 referto | Varese |  |

| Varese 19 marzo 1941 15ª giornata | Varese | 2 – 1 referto | Como |  |

##### Girone di ritorno
| Varese 23 febbraio 1941 16ª giornata | Varese | 2 – 0 referto | Casale |  |

| Varese 2 marzo 1941 17ª giornata | Varese | 1 – 0 referto | Pro Patria |  |

| Varese 9 marzo 1941 18ª giornata | Varese | 2 – 0 referto | Caratese |  |

| Domodossola 16 marzo 1941 19ª giornata | Juventus Domo | 2 – 3 referto | Varese |  |

| Biella 23 marzo 1941 20ª giornata | Biellese | 0 – 0 referto | Varese |  |

| Varese 30 marzo 1941 21ª giornata | Varese | 4 – 0 referto | Cusiana |  |

| Cantù 6 aprile 1941 22ª giornata | Cantù | 2 – 1 referto | Varese |  |

| Varese 13 aprile 1941 23ª giornata | Varese | 3 – 1 referto | Meda |  |

| Pavia 20 aprile 1941 24ª giornata | Pavese Luigi Belli | 2 – 2 referto | Varese |  |

| Varese 27 aprile 1941 25ª giornata | Varese | 2 – 0 referto | Legnano |  |

| Seregno 4 maggio 1941 26ª giornata | Seregno | 2 – 1 referto | Varese |  |

| Varese 11 maggio 1941 27ª giornata | Varese | 0 – 0 referto | Gallaratese |  |

| Galliate 18 maggio 1941 28ª giornata | Galliate | 0 – 2 referto | Varese |  |

| Varese 25 maggio 1941 29ª giornata | Varese | 6 – 0 referto | Lecco |  |

| Como 1 giugno 1941 30ª giornata | Como | 0 – 1 referto | Varese |  |

### Coppa Italia
| Seregno 22 settembre 1940 Qualificazioni | Seregno | 1 – 0 referto | Varese |  |